# Lysá hora (Böhmisches Mittelgebirge)
Die Lysá hora (deutsch: Kundratitzer Kahleberg, 557 m) ist ein Berg im rechtselbischen Böhmischen Mittelgebirge unweit der Gemeinde Hlinná.

## Lage und Umgebung
Die Lysá hora befindet sich etwa 5 km nördlich von Litoměřice. Direkt am Fuß des Berges befindet sich der kleine Ortsteil Kundratice (Kundratitz) der Gemeinde Hlinná. Benachbarte Berge sind der Hradiště u Hlinné (Radischken) und der Varhošť (Aarhorst). Eine Felsgruppe an der Nordseite der Lysá hora wird Lehrer und Schulkinder (Učitel a záči) genannt, eine weitere Čedičová skála.

## Naturschutz

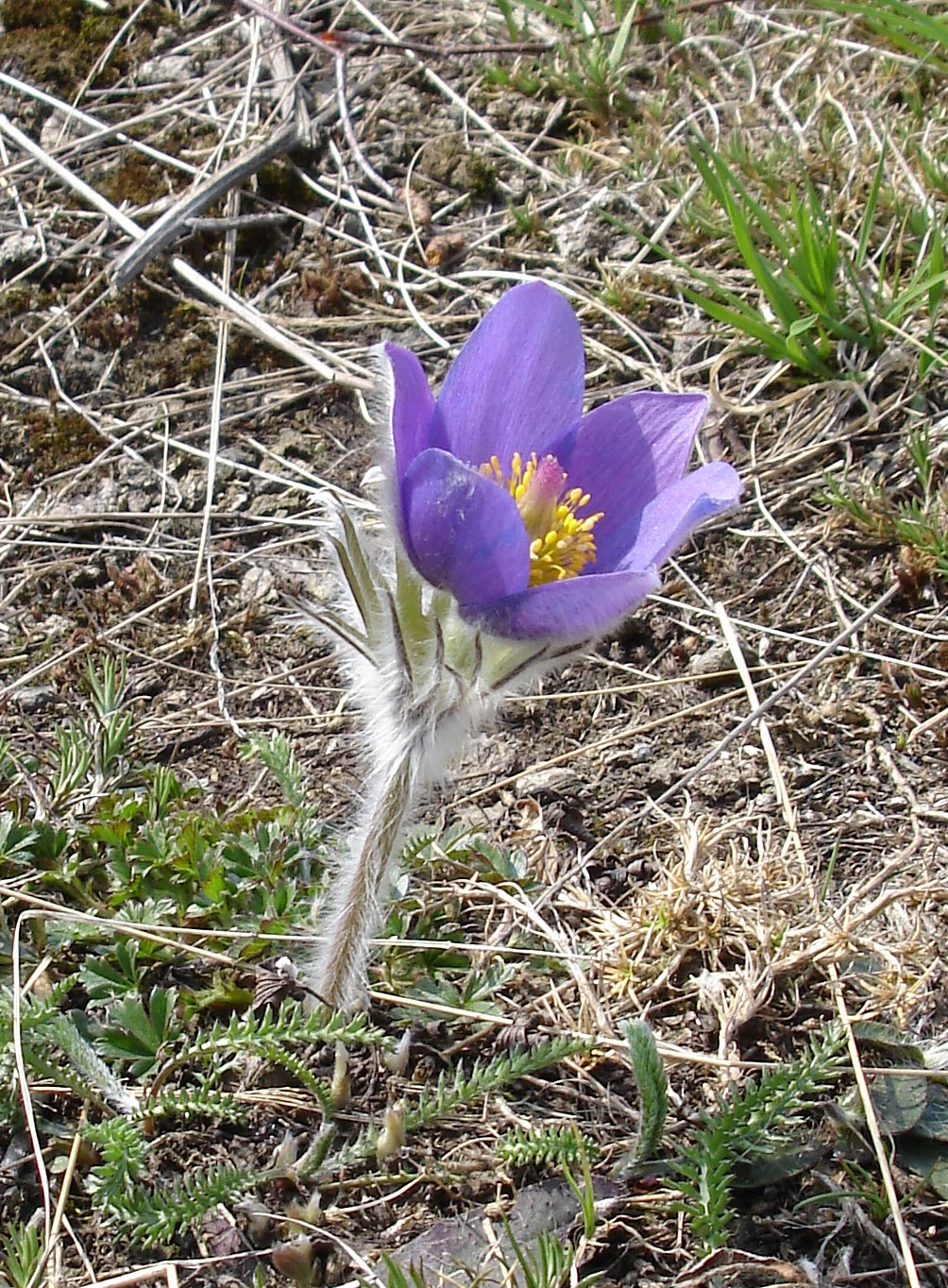
Fingerkuhschelle

Bedeutung besitzt er durch das Vorkommen der Finger-Kuhschelle (Pulsatilla patens ) und der endemischen böhmischen Wiesen-Kuhschelle (Pulsatilla pratensis bohemica), weshalb der obere Teil (6,67 ha) der Erhebung seit 1949 als Naturreservat Holý vrch u Hlinné unter Naturschutz steht. Derzeit ist das Vorkommen der genannten Arten akut gefährdet. Der Bestand des seltenen Bastards Pulsatilla Hackelii ist Ende der 1990er Jahre weitgehend erloschen. Nach dem trockenen Sommer im Jahr 2003 verschwand auch die Fingerkuhschelle weitgehend. 
Die Ursachen für diesen Artenrückgang sind derzeit noch nicht vollständig erforscht. Vermutet wird ein Zusammenhang mit der enormen Immissionsbelastung durch Luftschadstoffe, denen der Standort in den letzten Jahrzehnten in besonderer Weise ausgesetzt war. 
Derzeit wird durch verschiedene Maßnahmen versucht, den ursprünglichen Zustand des Gipfelplateaus wiederherzustellen. So wurde der Ausbreitung von Schlehdorn und Heckenrose Einhalt geboten, indem ein Großteil dieser wild gewachsenen Gebüsche entfernt wurde. Seit einigen Jahren erfolgt wie in früheren Zeiten eine Beweidung des Areals mit alten Haustierrassen, um die Wiederherstellung des einst natürlichen Zustands zu beschleunigen. Als Erfolg dieser Maßnahmen war im Frühjahr 2006 erstmals eine Erholung des Bestandes der Fingerkuhschelle zu beobachten.

## Wege zum Gipfel
Zum Gipfel des Berges führt kein offizieller Wanderpfad. Das Betreten des eingezäunten Gebietes sollte aus Gründen des Naturschutzes unterlassen werden.

## Aussicht
Die nur spärliche Bewaldung erlaubt eine gute Aussicht insbesondere nach Süden und Westen.